# 흰나비과
흰나비과(Pieridae)는 갈구리나비, 배추흰나비, 흰나비, 노랑나비 등을 포함하는 나비의 한 분류군이다.흰나비과의 나비는 전 세계에 1천종, 한국에는 17종이 있다. 종 대부분의 날개가 흰색이나 노란색 계통이며 배추흰나비, 큰줄흰나비는 검정 무늬가 있다. 흰나비과에 해당하는 나비들은 비슷하게 생겼지만, 가지만(?)의 무늬의 차이가 있다.

## 애벌레와 어른벌레의 생태
흰나비과의 나비들이 먹이식물에 알을 낳으면 애벌레가 허물을 벗으며 몸이 커지는 탈바꿈과 번데기 과정을 거치는 완전변태과정을 거쳐 어른벌레로 성장한다. 종에 따라 월동형태가 다르다.
- 배추흰나비, 풀흰나비, 큰줄흰나비, 줄흰나비, 대만흰나비, 산갈구리나비, 갈구리나비: 번데기
- 각시멧노랑나비, 극남노랑나비, 남방노랑나비는 어른벌레
- 상제나비, 높은산노랑나비: 애벌레
- 끝분홍나비, 노랑나비: 애벌레, 번데기

애벌레 먹이식물도 종류별로 다르다
- 배추흰나비, 큰줄흰나비, 대만흰나비: 배추, 겨자, 무, 유채, 케일 등의 배추과 식물을 먹기 때문에 알과 애벌레 채집과 사육이 쉽다.
- 대만흰나비: 십자화식물인 콩다닥냉이를 먹이식물로 하므로, 봄에 대만흰나비가 콩다닥냉이를 날아다니며 알을 낳는다.
- 상제나비: 벚나무, 모과나무
- 노랑나비: 콩류, 토끼풀
- 갈구리나비: 유채등의 겨자과식물
- 남방노랑나비: 차풀
- 끝분홍나비: 풍접초류
- 각시맷노랑나비: 갈매나무
- 극남노랑나비: 콩류
- 풀흰나비: 황새냉이

## 천적

### 기생벌
배추흰나비의 애벌레 즉, 배추벌레의 천적으로는 기생벌인 배추벌레고치벌과 배추벌레금좀벌이 있다. 배추벌레고치벌은 배추벌레의 몸에 알을 낳는데, 애벌레는 숙주의 체액을 빨아먹다가 빠져나와 노란색의 고치를 만듦으로써 우화할 준비를 한다. 체액이 빨린 숙주는 탈진해서 죽는다. 배추벌레금좀벌은 배추흰나비나 호랑나비애벌레에 알을 낳는데, 숙주가 번데기가 되면 그 속을 먹어치운 뒤 어른벌레가 되어서 빠져나온다. 배추흰나비의 천적 중에는 알에 기생하는 알벌도 있는데, 곤충학자들은 알벌이 배추흰나비의 페로몬을 알아내서 산란장소를 알아내는 것으로 추정한다. 그래서 나비가 알을 낳는 동안 옆에서 자신의 알을 낳는다는 것이다.

### 거미
어른벌레도 곤충을 잡아먹는 거미, 사마귀등에 의해 수가 조절되는데, 몸이 느려지는 더운 날씨에는 활동을 중단하는 것으로 천적으로부터 자신을 보호한다.

## 사육
흰나비과 나비들인 배추흰나비, 대만흰나비, 큰줄흰나비의 애벌레들은 배추, 갓, 무, 케일처럼 구하기 쉬운 먹이를 먹으므로 도시 사람들도 알과 애벌레 채집과 키우기를 쉽게 할 수 있는 나비이다.

### 알과 애벌레 채집
배추흰나비 암컷은 여름과 가을에 배추, 갓, 무, 케일에 노란 옥수수 모양의 알을 낳기 때문에, 이들 식물들에 관심을 가지고 지켜보면 알이나 애벌레 채집은 물론이고, 배추흰나비가 와서 알을 낳는 모습 보기도 할 수 있다.

### 키우기
배추흰나비가 알을 낳은 식물은 모종삽으로 채집하여 화분에 옮겨심어두면 저절로 알에서 깨어나 애벌레가 자란다. 애벌레를 채집하여 반찬통에 먹이와 같이 넣어두거나 먹이식물을 심은 화분, 무청(무의 윗대가리를 잘라서 물그릇에 담아주면 싹이 잘 자라는데, 이를 무청이라고 한다.)에 올려두어도 잘 자란다. 반찬통에서 키울 때는 습기나 배설물로 쉽게 오염되기 때문에 매일 청소해주어야 나비애벌레를 죽이지 않고 키울 수 있다. 간혹 나비애벌레가 웅크릴 때가 있는데 몸이 자라서 껍질을 벗거나 번데기가 될 준비를 하는 것이다. 나뭇가지를 넣어주면 번데기가 될 준비를 하는데, 번데기가 된 후에는 조용히 놔두어야 한다. 번데기에서 나온 나비는 날개가 젖어 있어서 건드리면 그대로 굳어버린다. 화분에서 키울때는 본능에 따라 안전한 화분 틈에 들어가서 번데기가 되는데, 이 시기에는 만지거나 스트레스를 주어서는 안 된다. 스트레스를 받는 경우에는 우화부전 확률 높아지기 때문이다.